# San Juan de los Morros
San Juan de los Morros este capitala statului Guárico, un oraș din Venezuela, cu peste 123.347 locuitori, fondat în 1780.  